# Arthur Currie
General Sir Arthur William Currie GCMG KCB (5 de dezembro de 1875 – 30 de novembro de 1933) foi um militar canadense notório por seus serviços durante a Primeira Guerra Mundial. Ele começou sua carreira como membro de uma milícia e foi subindo as patentes até chegar ao posto de comando de quatro divisões do Corpo Canadense da Força Expedicionária do seu país na Europa. Ele se tornou o primeiro canadense a ascender a patente de general de uma tropa colonial ligada ao Exército Britânico. Diferente de outros comandantes velhos que não se adaptaram as realidades de uma guerra moderna, Currie teve sucesso em empregar novas táticas as suas brigadas, adaptando elas as exigências da guerra de trincheiras, usando operações pontuais e outras artimanhas. Ele é geralmente considerado um dos melhores generais no Frente Ocidental da Primeira Grande Guerra e um dos mais competentes comandantes da história das forças armadas canadenses.
Currie era um dos poucos oficiais que não tinha medo de discordar ou questionar ordens e estratégias que vinham dos seus superiores, as vezes vindas direto do Alto-comando britânico. Os ingleses não estavam acostumados a serem confrontados por oficiais das colônias, mas Currie conseguiu respeito dos seus superiores e as vezes o comandante da Força Expedicionária Britânica, o marechal Douglas Haig, acatava suas sugestões e até mudava planos de batalha inteiros por causa das opiniões de Arthur. Uma das principais objeções de Currie era o custo desnecessário em vidas para vencer ou simplesmente travar algumas batalhas, sendo que estas não traziam um valor estratégico grande o bastante para justificar as perdas. Ele afirmava que os outros generais viam a vida dos seus soldados como "descartáveis", sendo que já ele era mais conhecido por prezar muito pela vida dos seus homens e por isso ganhou a admiração de seus comandados. O primeiro-ministro inglês David Lloyd George afirmou em sua biografia que se a guerra tivesse seguido até 1919, ele teria substituído o marechal Haig por Arthur Currie no comando das forças britânicas na Europa e também colocaria um general australiano, John Monash, para ser chefe do Estado-Maior sob Currie.
Após o conflito, entrou para a vida acadêmica mas enfrentou dificuldades financeiras. Quando morreu, recebeu um funeral com todas as honras militares e é saudado até hoje como um dos maiores generais da história militar do Canadá.